# Área de Proteção Ambiental do Estuário do Rio Ceará
A Área de Proteção Ambiental do Estuário do Rio Ceará, unidade de conservação de uso sustentável, criada por meio do Decreto Estadual Nº 25.413, de 29 de março de 1999, abrange uma área de 2.744,89 hectares e localiza-se na divisa dos municípios de Fortaleza e Caucaia, a aproximadamente, 20 km do centro de Fortaleza. Tem seu acesso pela BR-222 no entroncamento com a CE-090, rodovia estadual que dá acesso às praias de Icaraí, Cumbuco, Tabuba e Lagoa do Banana.

## Justificativa de criação
Justifica-se sua criação em face das peculiaridades ambientais do Estuário do Rio Ceará, que torna este ecossistema de grande valor ecológico e turístico e pela natural fragilidade do equilíbrio ecológico deste estuário em permanente estado de risco, face às intervenções antrópicas. Conservação da biodiversidade existente pelo seu valor ecológico, social e econômico; Potencial histórico e cultural; Valorização das comunidades indígenas.

## Características gerais
O Estuário do Rio Ceará está localizado em ambiente costeiro, semi-fechado que têm uma ligação livre com o mar e no qual a água do mar se dilui, de forma mensurável com a água doce proveniente da drenagem terrestre. Abrange uma área de, aproximadamente, 500 hectares de manguezal.
A pressão demográfica a que o Estuário do Rio Ceará se encontra submetido se atribui a grande diversidade de seus recursos naturais, aliado ao fato de constituírem zonas de abrigo à navegação, permitem portanto, a execução de uma variedade de atividades potencializadoras de conflitos.
Na estruturação do sistema de gestão da APA foram articulados mecanismos a fim de harmonizar os usos em prol do desenvolvimento econômico e social com base na capacidade suporte do ambiente assegurando a preservação dos seus valores e recursos naturais, atuando de modo a garantir a preservação das situações desejáveis ou a modificá-las rumo ao sentido adequado.
No Sistema Estuarino do Rio Ceará há predominância de de planícies que congregam depósitos flúvio-aluvionares e de mangue entalhados sobre sedimentos oriundos, em escala de tempo geológico, da Era Cenozóica, do período Quaternário e da época Holocênica. Configura-se área de recaimento da feição tabuliforme oriunda da formação de barreiras constituindo a planície de acumulação sujeitos a inundação periódica. Compõe outras paisagens comuns a este estuário a exumação de rochas de praia “beach-rocks” e a mobilidade eólica de formações dunares na faixa de praia.
No manguezal foram identificadas espécies ditas obrigatórias ou essenciais, que vivem na região entre marés e sobre o solo mais limoso que arenoso e espécies marginais que, ocasionalmente, são atingidas pelas marés de grande amplitude e vivem sobre o solo de limo e areia. Destacam-se as seguintes espécies: Rhizophora mangle, Avicennia schaueriana, Avicennia germinans, Langunculária racemosa e Conocarpus erectus.
Os mangues representam um ecossistema de sobrevivência para um grande número de animais, sendo identificadas na área diversas espécies de moluscos, crustáceos, peixes, aves e mamíferos.

O local também se constitui em um importante sítio histórico de nosso estado, onde foi construído em 1604, por Pero Coelho de Souza, o Fortim de Santiago, primeira edificação de Fortaleza e posteriormente, em 1612, o Forte de São Sebastião, por Martim Soares Moreno.